# Première intifada
Pour les articles homonymes, voir Intifada.
 (août 2020).
Si vous disposez d'ouvrages ou d'articles de référence ou si vous connaissez des sites web de qualité traitant du thème abordé ici, merci de compléter l'article en donnant les références utiles à sa vérifiabilité et en les liant à la section « Notes et références ».
Conflit israélo-arabe
Batailles
- Émeutes de Jérusalem (1920)
- Émeutes de Jaffa (1921)
- Massacre d'Hébron (1929)
- Grande Révolte arabe (1936-1939)
- Guerre civile (1947-1948)

- Guerre israélo-arabe de 1948
- Guerre israélo-arabe (1948-1949)
- Guerre des Six Jours (1967)
- Opération Colère de Dieu (1972-1992)

- Crise du canal de Suez (1956-1957)
- Guerre d'usure (1967-1970)
- Guerre du Kippour (1973)
- Attaque contre un poste-frontière (2012)

- Première guerre du Liban (1975-1990)
- Opération Litani (1978)
- Intervention israélienne au Liban (1982)
- Opération Raisins de la Colère (1996)
- Deuxième guerre du Liban (2006)

- Première intifada (1987-1993)
- Seconde intifada (2000-2005)
- Opération Arc-en-ciel (2004)
- Opération Jours de pénitence (2004)
- Opération Pluies d'été (2006)
- Blocus de la bande de Gaza (2007)
- Guerre de Gaza (2008-2009)
- Abordage de la flottille pour Gaza (2010)
- Confrontation israélo-palestinienne (2011)
- Guerre de Gaza (2012)
- Guerre de Gaza (2014)
- Regain de violence (2015-2017)
- Marche du retour (2018-2019)
- Crise israélo-palestinienne (2021)
- Guerre à Gaza (2023)

- Massacre de Munich (1972)
- Massacre de Sabra et Chatila (1982)

La première intifada, appelée également guerre des pierres, désigne la période de conflit entre les Palestiniens des territoires occupés et Israël, qui s'étend du 9 décembre 1987 à la signature des accords d'Oslo en 1993.
Elle est marquée par le soulèvement de la population palestinienne et est caractérisée par des émeutes violentes et par la répression de l'armée israélienne. Elle est accompagnée par des attentats contre la population israélienne et par des conflits entre factions palestiniennes.

## Casus belli
Le 6 décembre 1987, un Israélien est poignardé. Le 8 décembre 1987, un camion israélien rentre dans une voiture palestinienne tuant les quatre passagers palestiniens au checkpoint d'Erez. La radio diffuse la nouvelle sans insister car il s'agit d'un accident. Une rumeur fait surface selon laquelle il s'agit d'un acte de vengeance commis par un parent de l'Israélien poignardé deux jours plus tôt. Les Palestiniens y voient un accident provoqué intentionnellement et un meurtre prémédité.
Le lendemain, pendant les funérailles des victimes, la foule s'en prend à une position militaire de Tsahal au camp de réfugiés de Jabaliya en lançant des pierres et des cocktails Molotov. Des coups de feu sont tirés par les soldats mais cela n'a aucun effet sur la foule. Des renforts sont appelés mais ceux-ci se retrouvent sous un déluge de pierres et de cocktails Molotov. Cet événement est considéré comme le début de la première Intifada. Cependant, celle-ci est le résultat de l'accumulation de plusieurs facteurs.

### Sous-estimation
Plusieurs officiers de la compagnie de Jabaliya se réunissent à l'avant-poste attaqué. Les réservistes, impressionnés par l'intensité de l'émeute, demandent du renfort mais le commandement du secteur répond : « Il ne se passera rien ! » et ajoute : « Ils vont se coucher, puis ils partiront travailler demain matin à l'aube, comme d'habitude ». Aucun renfort n'est alors réclamé et aucun couvre-feu n'est instauré.
Mais le lendemain, les troubles recommencent. La majorité des résidents ne se rendent pas au travail et les étudiants de l'université islamique de Gaza parcourent les rues pour appeler la population à la révolte. Pour disperser la foule, les soldats sortent pour faire étalage de leur force mais ils se retrouvent sous une pluie de pierres accompagnées par des huées de la foule. Quelques jeunes Palestiniens grimpent sur les camions militaires. Les chauffeurs effrayés accélèrent pour tenter de les semer .
Le gaz lacrymogène est utilisé à plusieurs reprises sans effet pour disperser la foule. Trois cocktails Molotov sont jetés par les Palestiniens ; deux atteignent leur cible et incendient un véhicule militaire. Ofer, le lieutenant de la compagnie de Jabaliya, ordonne alors de tirer dans les jambes de tous ceux qui s'approchent puisque les rafales en l'air ne réussissent pas à disperser la foule. Deux heures plus tard, Itzak Mordechai (en), commandant de la région Sud, arrive à l'avant-poste de Jabaliya et suspend le lieutenant Ofer sur le champ car il est convaincu que cet affrontement dans la rue est à l'origine des troubles dans la bande de Gaza.

### Réaction politique israélienne
Au troisième jour de l’Intifada, le 10 décembre, Yitzhak Rabin, ministre israélien de la Défense à l'époque, s'envole pour New York et ne prend aucune mesure pour calmer l'Intifada. C'est Yitzhak Shamir qui occupe les fonctions de ministre de la Défense pendant l'absence de Rabin, alors qu'il n'a jamais occupé ce poste, et le chef d'état-major, relativement nouveau à son poste, qui n'a jamais eu à s'occuper de troubles palestiniens, qui sont à la décision, ce qui permet à l'Intifada de s'étendre en Cisjordanie. Arrivé à New York, le secrétaire américain de la Défense, Frank Charles Carlucci III, aborde le sujet brièvement, ce qui constitue une preuve pour la délégation israélienne que ce qui se passe dans les territoires n'a pas d'importance et à cela s'ajoute le fait que l'équipe chargée de communiquer à Rabin tous les développements significatifs est inexpérimentée. Rabin ne prête donc pas attention à ce qui se passe dans les territoires occupés et s'occupe plutôt des négociations portant sur l'achat d'équipements militaires. De plus, aucun responsable de la sécurité n'imagine un soulèvement palestinien d'une grande ampleur. Dès son retour, Rabin commet une erreur flagrante aux yeux des observateurs : il organise une conférence de presse dans l'aéroport et affirme que l'Iran et la Syrie, les deux plus grands ennemis d'Israël, se trouvent derrière l'Intifada. Ces propos sont non seulement éloignés de la vérité mais ils vont aussi à l'encontre de ceux de Yitzhak Shamir qui accuse l'OLP d'en être responsable. Les experts des services de renseignement sont également d'accord pour dire que le soulèvement est un mouvement spontané né sur place et que, ni la Syrie, ni l'Iran, ni l'OLP ne sont à l'origine de cette révolte.

### Raisons antérieures
L'Intifada n'est pas le résultat de la seule mort des quatre Palestiniens mais elle naît de l'accumulation de plusieurs facteurs :
Sur le plan social, la population vit mal l'occupation israélienne. Après la guerre des Six Jours de 1967, le marché du travail israélien s'ouvre aux Palestiniens, permettant l'essor de l'économie locale et l'élévation du niveau de vie. Toutefois, cette situation ne dure pas longtemps, les Palestiniens étant sujets à des humiliations quotidiennes, tandis que les conditions de travail se dégradent. Pour le même travail, ils sont payés deux fois moins que leurs collègues israéliens, de plus, ils ont besoin d'autorisations difficiles à obtenir pour se déplacer et travailler. Enfin, des fouilles quotidiennes sont effectuées même dans leurs domiciles.
Sur le plan territorial, Jérusalem est réunifiée par Israël et est déclarée sa capitale « éternelle et indivisible ». L'accès à l'esplanade du Temple et aux lieux saints musulmans est réglementé. Des terres sont annexées pour assurer le statut de Jérusalem comme capitale indivisible et pour créer des colonies qui ont pour but de garantir des frontières sûres. Les sources d'eau de la bande de Gaza et de la Cisjordanie sont détournées au profit des colonies israéliennes et au détriment des Palestiniens.
Sur le plan politique, la direction palestinienne en exil est accusée de ne pas prendre suffisamment en compte les besoins de la population. La politique de l'OLP à Tunis repose sur la création d'un axe Le Caire-Amman pour assurer la sécurité de Yasser Arafat, ce qui ne règle pas les problèmes des Palestiniens ou même des réfugiés
Sur le plan international, les Palestiniens sont confrontés au désintéressement progressif des chefs d'État arabes pour leur cause. Lors des sommets de la Ligue arabe, la question palestinienne est classée en bas de la liste des priorités. Même quand les dirigeants arabes s'intéressent à la question palestinienne, ils n'ont aucune solution à proposer.

## Développement

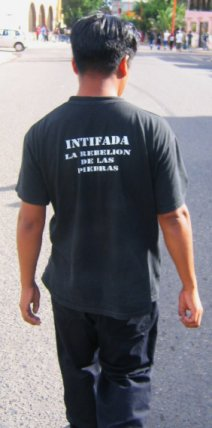
« Intifada, la rébellion des pierres », Mexico.

L'Intifada se caractérise par une campagne de désobéissance civile et par des manifestations contre l'armée israélienne, avant de s'étendre rapidement à l'ensemble des territoires occupés et en Israël contre les civils israéliens, avec une diminution de la violence en 1991. Après Jabaliya, le vent de l'Intifada touche Khan Younès, al Bourej, Nuseirat et toute la bande de Gaza, avant de s'étendre en Cisjordanie.

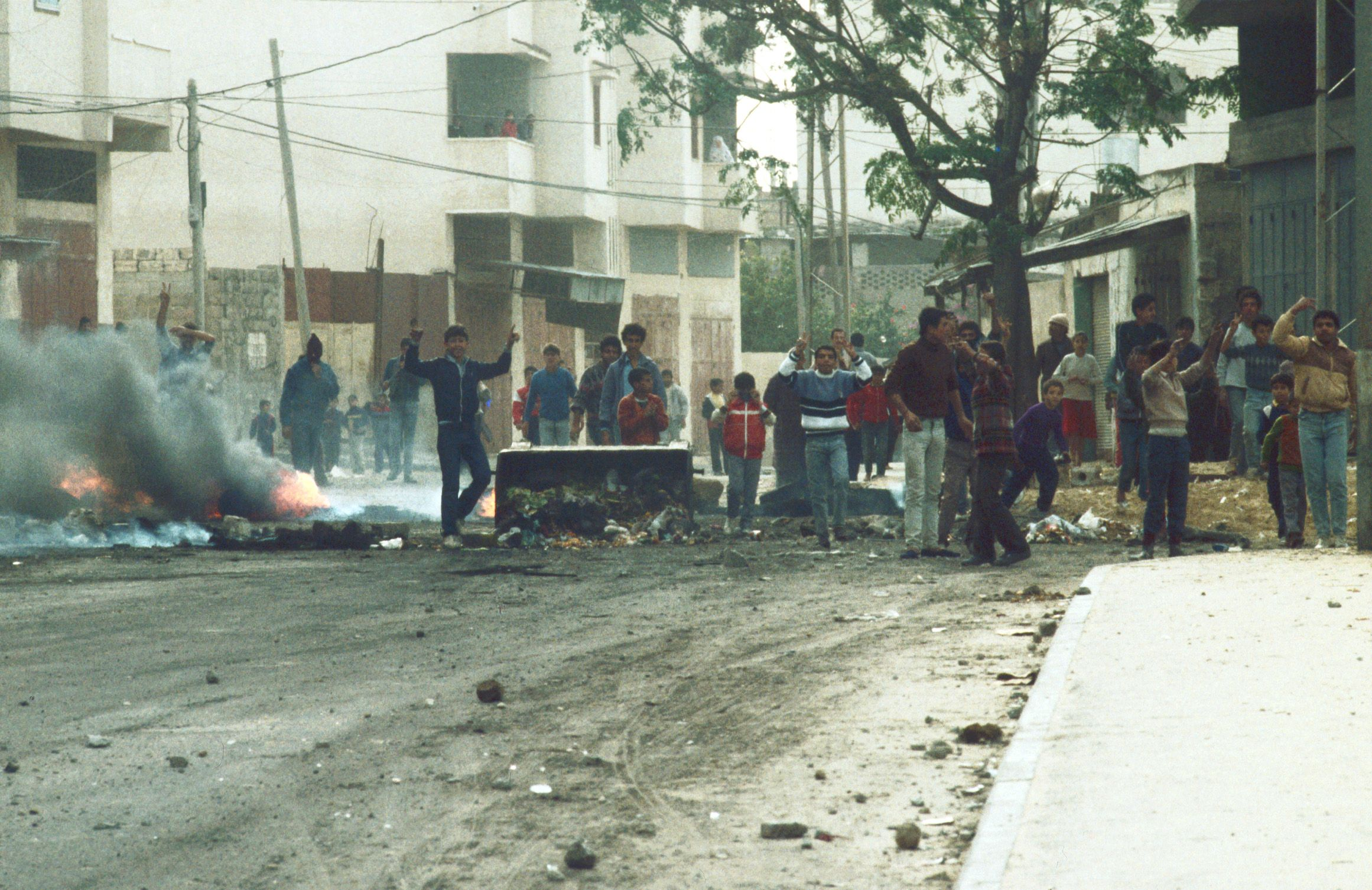
Barricade dans la bande de Gaza, 1987.

Elle est notamment menée par des enfants et des adolescents qui s'attaquent en particulier aux soldats israéliens en jetant des pierres (souvent à l'aide de frondes), des engins explosifs improvisés (souvent des cocktails Molotov) et qui bloquent les routes avec des barricades (souvent de pneus incendiés). Des centaines de personnes se rassemblent (souvent autour des mosquées) et confrontent l'armée israélienne. Les haut-parleurs des villes sont utilisés pour appeler les habitants à manifester, des tracts sont distribués et des slogans sont placardés sur les façades des bâtiments, incitant à se retourner contre l'armée. Les tracts sont généralement distribués à la mosquée pendant les heures de prière par des enfants de six ou sept ans ou sont affichés à l'entrée. Une autre méthode consistait à les jeter par paquets des fenêtres des voitures avant le lever du jour ou à les glisser sous les portes, les placarder sur les poteaux de téléphone.
Israël déploie quelque 80 000 soldats en réponse et est critiqué pour les mesures qui incluaient au départ l'utilisation de balles réelles. D'autres accusent Israël de tortures physiques, de déportations, d'arrestations sans procès, de fermer des universités, des sanctions économiques et du développement des implantations israéliennes dans les territoires occupés.
Un rapport parlementaire israélien de 1997, rédigé sous la direction de Miriam Ben-Porat (en) (juge à la Cour suprême de 1977 à 1987, puis élue à la Knesset contrôleur d'État), montre que le Shabak, le service de contre-espionnage, continua à utiliser des méthodes d'interrogation assimilable à la torture après le rapport de la Commission Landau (en) de 1987, décrites comme allant bien au-delà des « pressions physiques modérées » acceptées par celui-ci, et ce, en particulier lors de la première Intifada, entre 1988 et 1992. Soumis à un sous-comité d'intelligence du Parlement, le rapport est gardé secret jusqu'en 2001, c'est-à-dire deux ans après l'arrêt de la Cour suprême dans l'affaire Comité public contre la torture en Israël, qui aboutit à interdire ex ante l'usage de toute forme de torture.
En décembre 1992, la Cour suprême ordonne d'abord une injonction immédiate de suspension d'un processus de déportation de 415 opposants islamistes palestiniens des Territoires palestiniens occupés au Liban, ordonné par le gouvernement d'Yitzhak Rabin. Mais elle légitime finalement ex post facto l'expulsion.
L'armée israélienne sous-estime l'ampleur de la révolte populaire des Palestiniens, et l'armée n'était pas prête à affronter des grandes manifestations. L'image de soldats se trouvant encerclés par des enfants, des hommes et des femmes armés de pierres est répandue. L'armée adopte, dans un premier temps, une politique militaire répressive selon Zeev Schiff et Ehud Yaari :

« Dans de nombreux cas, des sous-officiers participèrent avec leurs soldats à des tabassages injustifiés. Il n'était pas facile de savoir quand on pouvait frapper […] on frappait même les gens chez eux, sans raison, et des familles entières étaient rouées de coups. »

Les images d'enfants palestiniens battus (voire tués) par les forces de l'ordre israéliennes pour avoir jeté des pierres, amplement diffusées par les médias nationaux et étrangers, alimentent un courant de sympathie à l'égard des Palestiniens que Yasser Arafat sait utiliser pour faire progresser sa cause. Elle entraîne un cycle infernal de représailles de la part de Tsahal que suivent de nouvelles émeutes. Des grèves sont également organisées, ainsi que des mouvements de boycott.
En Israël, la poursuite de l'Intifada renforce l'opposition entre les partisans d'un règlement pacifique de la question palestinienne et les opposants à toute concession faite aux Palestiniens.

### Rôle des femmes

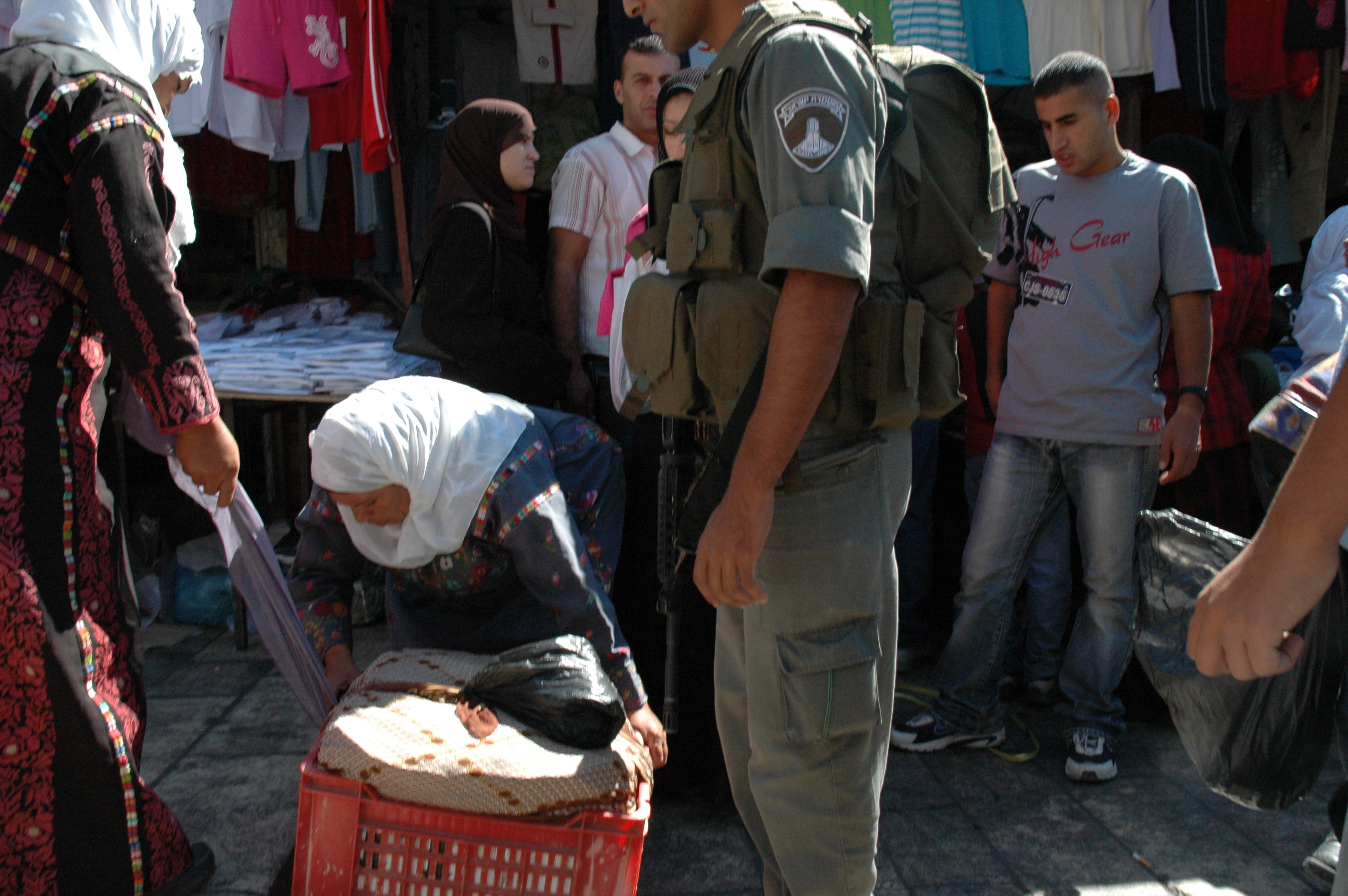
Deux femmes et un soldat israélien à Jérusalem, 2004.

Contrairement aux autres soulèvements, les femmes jouent un rôle important dans la première Intifada, n'hésitant pas à affronter l'armée israélienne et à s'engager en faveur de la cause palestinienne. Leur participation dans les villes est plus forte que dans les villages. Ce phénomène est dû à la structure patriarcale, très importante dans les milieux ruraux, maintenant les femmes hors des espaces publics. Leur engagement progressif était palpable sur le terrain : les femmes représentent un tiers de la totalité des victimes.
Grâce à l'Intifada, les femmes affirment leur existence sur les scènes sociale et politique, en rupture avec le passé. Auparavant, seules les épouses des plus éminents activistes participaient à la politique nationale. En réalité, l'entrée de la femme en politique date des années 1970 avec la création d'associations étudiantes, mais leur rôle était minimisé. Ainsi, le rôle de l'Union générale des femmes palestiniennes, organisation représentative des femmes au sein de l'OLP, créée en 1965, se restreignait aux aides sociales et à la santé.
Cette tendance peut être vue avec l'augmentation du nombre de femmes arrêtées ou incarcérées sans procès qui passa de quelques centaines dans les années 1970 à quelques milliers dans les années 1980. La politique israélienne a aidé les femmes à faire entendre leur voix en annulant une disposition jordanienne de 1955 qui refusait le droit de vote aux femmes[réf. nécessaire].
Celles-ci ont alors pu participer aux élections municipales de 1976 et certaines furent élues au sein de conseils municipaux. Il faut néanmoins attendre 2005 pour voir une femme, Janette Khoury (FPLP), élue à la tête d'une grande ville palestinienne, Ramallah. Avec le durcissement des conditions de vie et de la répression lors de l'Intifada, le taux de participation des femmes a connu une augmentation. Elles sont présentes dans tous les aspects du soulèvement : jets de pierre, organisation de grèves et élaboration d'une diplomatie afin de tirer parti politiquement de l'Intifada. Elles fondèrent aussi des coopératives, parfois dans leurs foyers, afin de créer les conditions d'une autosubsistance relative et de compenser les sanctions israéliennes.

### Répression militaire israélienne
Pressé d'agir, Yitzhak Rabin aurait déclaré : « Nous imposerons la loi et l'ordre dans les territoires occupés, même si cela doit se faire dans la douleur. ». Après quoi il aurait ajouté : « S'il le faut, brisez-leur les bras et les jambes. », il déclare à la presse ne jamais avoir ordonné cette pratique ni avoir prononcé ces mots.
Il demande de concevoir des armes non létales permettant de lutter contre les manifestants d'une manière plus efficace. Israël développe une politique de communication dans le but de marginaliser l'OLP et d'alimenter les tensions entre le Hamas et les autres factions.
À la suite de l'échec des forces régulières, les gardes-frontières sont appelés par le gouvernement israélien pour mettre un terme à la révolte populaire. Les gardes-frontières, ou les bérets verts, sont en effet connus pour leur aptitude à contrôler les foules et également pour leur brutalité. Avec un âge moyen de 35/40 ans, ils sont plus expérimentés que les autres soldats de Tsahal. Dans le but de calmer l'Intifada, ils reçoivent des vestes pare-éclats en Kevlar et des armes non létales qui permettent de neutraliser l’adversaire. Ce sont les 20e et 21e compagnies, connues pour avoir surveillé les frontières entre le Liban et Israël lors de l'invasion de 1982, qui sont les premières à être déployées. Mais l'engagement des bérets verts ne change pas la situation sur le terrain. L'armée est alors autorisée à ouvrir le feu en cas d'attaque par une personne de plus de 12 ans qui est considérée comme un adulte. Le tir doit d'abord s'effectuer en l'air à 60 degrés au-dessus de la foule, puis dans les jambes en cas de danger. Le thorax ne peut être visé qu'en cas de légitime défense. Néanmoins, ces règles sont fréquemment violées. En octobre 1988, le gouvernement israélien révèle l'existence de deux nouvelles unités qui opèrent en Cisjordanie et à Gaza. Ses membres sont tous des arabisants qui agissent en civil et leur tâche principale est d'infiltrer la résistance palestinienne.
Elle a atteint son paroxysme en février 1988 lorsqu'un photographe israélien publie des images montrant des soldats israéliens « molestant violemment » des Palestiniens, suscitant ainsi de l'indignation publique,

### Importation à Jérusalem
Jérusalem-Est vivait dans le calme alors que le reste des territoires occupés étaient emportés par l'Intifada. Les habitants des quartiers aisés n'étaient peu enclins à descendre dans la rue, et Israël ne prit donc aucune précaution supplémentaire dans cette partie orientale de la ville. Muhammad Labadi, un militant du Front démocratique, décide d'importer l'Intifada à la ville. Des jeunes sont alors recrutés à Gaza et Hébron dans ce but. Les préparatifs s'accomplissent dans le secret le plus total et le Shin Beth ne se doute de rien. Il est décidé que les émeutes éclateront le 19 décembre. 
Les émeutes éclatent alors d'une manière brutale et inattendue dans divers endroits à 9 h 20 malgré les renforcements des mesures de sécurité ce jour à l'occasion de la visite du président italien Francesco Cossiga. Des barricades de pneus incendiés sont élevées, les banques israéliennes sont attaquées, les véhicules de la municipalité sont brûlés. Certaines institutions arabes ne sont pas épargnées par les attaques. L'hôpital Muqased, des clubs de jeunes et des usines où des Palestiniens représentaient une part importante de la main-d'œuvre sont visés.
La ligne verte est finalement rétablie et des renforts sont appelés par la police israélienne. La police procède à des méthodes strictes vis-à-vis des habitants arabes de Jérusalem : contrôle des véhicules, fouilles corporelles, confiscation de 4 000 cartes d’identité. Une nouvelle loi interdit aux musulmans non résidents dans la ville d'aller à la mosquée al-Aqsa et ceux qui y entrent doivent se déclarer. Un contingent de la brigade anti-terroriste est placé dans l'enceinte de la mosquée pour empêcher que des manifestations n'éclatent le vendredi, mais cette mesure provoque des affrontements entre la police et des manifestants - que les forces de l'ordre finissent par capturer et rouer de coups. La police place alors ses hommes à une certaine distance de la mosquée. Parallèlement à ces mesures, la police reçoit l'ordre formel de ne pas ouvrir le feu et les troupes sont averties de devoir passer par un juge pour prouver qu'ils étaient en état de légitime défense pour justifier l'usage de leurs armes. Pendant des mois, Jérusalem ne connaît aucun mort côté palestinien.

### Désobéissance civile

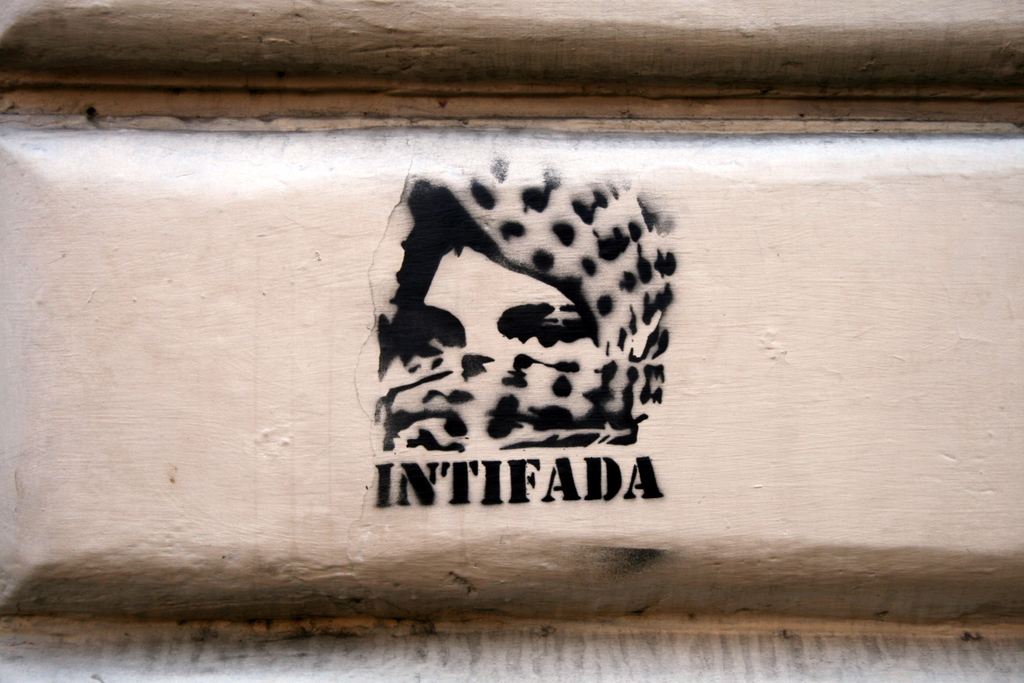
Pochoir sur un mur de Rome (Italie).

L'Intifada se caractérise par une campagne de désobéissance civile et par des manifestations contre la domination israélienne. Cette idée d'utiliser la désobéissance civile existait bien longtemps avant l'Intifada mais les dirigeants de l'OLP la tournaient en dérision et considéraient les personnes soutenant ces idées comme des individus naïfs ignorant la réalité palestinienne. Côté israélien, on était conscient de son potentiel mais on la tenait pour négligeable.
Le principal partisan de la désobéissance civile était Moubarak Awad, un psychologue palestinien vivant aux États-Unis. Après quinze ans passés dans ce pays, ce dernier rentre à Jérusalem où il ouvre un centre de la non-violence en 1983. Ses tentatives d'appliquer sa philosophie sur le terrain échouent à plusieurs reprises. Awad était ignoré, voire menacé par les représentants de l'OLP qui l'accusaient de collaborer avec la CIA. Son isolement idéologique et le manque de soutien rendaient son travail difficile. On ne montre davantage d'intérêt à ses idées qu'à partir de novembre 1986 lorsque les Palestiniens perdent foi dans les représentants palestiniens de l'extérieur. Pour Awad, seul le peuple empêcherait l'annexion des territoires par Israël. Il n'invente pas moins de cent vingt méthodes d'action. Parmi ses partisans, on trouve Hanna Siniora et le philosophe Sari Nusseibeh ; Hanna Siniora lance un appel à une désobéissance civile qui commencerait par le boycott des cigarettes et des boissons gazeuses, se poursuivrait par celui des taxes pour atteindre, en plusieurs étapes, la rupture totale avec le système israélien mais son appel tombe dans l'indifférence et le mépris. Il est même soupçonné de vouloir démobiliser la jeunesse en prise avec l'armée dans les rues. Awad propose de remplacer les émeutes par des marches silencieuses, des campagnes de nettoyage. Il appelle par exemple à la création d'institutions alternatives à l'administration civile israélienne. Il propose une infrastructure autonome qui servirait de noyau à un futur État palestinien, une infrastructure indépendante d'Israël et également de l'extérieur pour le financement et la gestion des affaires. Il appelle à faire des provisions de nourriture, de fioul, et à créer des systèmes de financement locaux au lieu d'attendre l'aide extérieure.
À la fin de janvier 1988, le Commandement unifié de l'Intifada estima que la rébellion ne pouvait durer que six mois de plus. Aucun membre du Commandement ne croyait à l'idée d'une lutte prolongée car ils étaient convaincus, par leurs expériences, que l'endurance de la population était en général de courte durée. Pour Louai Abdo[Qui ?], la population ne supporterait plus le chômage et une économie sans cesse interrompue. Le Commandement conclut que la désobéissance civile était la seule méthode de lutte possible et commença à étudier les textes d'Awad et adopta plusieurs points de son programme comme objectifs de l'Intifada. L'Intifada adopta une nouvelle stratégie à long terme. Louai Abdo parla de « réduire l'occupation, son réseau inextricable de lois, ses manœuvres et sa bureaucratie omniprésente à des groupes de soldats éparpillés dans les rues ». Dès lors, Awad fut très sollicité dans les mois qui suivirent et ses anciens adversaires se disputent aujourd'hui de défendre ses idées. Awad fut également sollicité par les dirigeants locaux du Fatah, il fut appelé pour régler les litiges qui opposaient des fractions rivales et la presse le traitait comme le porte-parole de l'Intifada. Sa montée et le triomphe de ses idées irritèrent l'État hébreu et Awad se trouva sous menace d'expulsion malgré les appels de plusieurs personnalités américaines. Le ministre israélien de l'Intérieur annonça qu'il ne renouvellerait pas son visa touristique, ce qui lui donna plus de crédit. Il fit appel de la décision devant la Haute Cour de justice et fit savoir qu'il était prêt à se convertir au judaïsme s'il le fallait.
Pour rétablir le contrôle de l'Administration civile sur la population et empêcher les progrès de la désobéissance civile, Israël appliqua des mesures punitives et dissuasives. Persuadé qu'il ne pouvait pas inverser la rébellion, le gouvernement décida de s'en prendre aux acquis de l'Intifada et de contrôler ses ambitions. Le code de procédure pénale fut révisé pour permettre des arrestations massives. De nouveaux centres de détention furent créés pour permettre l'incarcération de plusieurs milliers de personnes pendant de longues périodes. L'armée choisit aussi d'allonger la durée des couvre-feu. Pendant la première année du soulèvement, on compta pas moins de 1 600 couvre-feu dont 118 sur une période au moins égale à 5 jours. La totalité de la population de la bande de Gaza vécut sous couvre-feu et au moins 80 % des 450 villages et villes arabes de la Cisjordanie. Les écoles et les universités de Cisjordanie furent fermées, 140 dirigeants du soulèvement expulsés et plusieurs maisons démolies. Les associations qui avaient exprimé une quelconque manifestation d'indépendance ou de contestation, comme l'association pour la protection de l'environnement à Qalqilya, furent contraintes de fermer leurs portes. Afin d'empêcher l'arrivée de l'aide extérieure, les voyageurs en provenance de la Jordanie ne furent plus autorisés qu'à porter deux cents dinars jordaniens contre deux mille dinars antérieurement. Des campagnes furent organisées par l'armée afin de forcer la population à payer les impôts israéliens. Les licences d'exportation ne furent renouvelées qu'aux personnes ayant acquitté leurs impôts. Un blocus fut imposé sur certaines zones uniquement peuplées d'Arabes. Ces derniers ne pouvaient plus se déplacer ni expédier ce qu'ils produisaient. On alla jusqu'à interrompre l'alimentation en électricité et en eau dont les factures n'étaient pas réglées. Il y eut également coupure des lignes téléphoniques. La Jordanie aggrava la situation en interdisant l'importation de certains produits majeurs de la Cisjordanie. Cette politique modifia l'équilibre des forces et entraîna la chute du niveau de vie des Palestiniens de 30 à 40 %.

## Violence armée

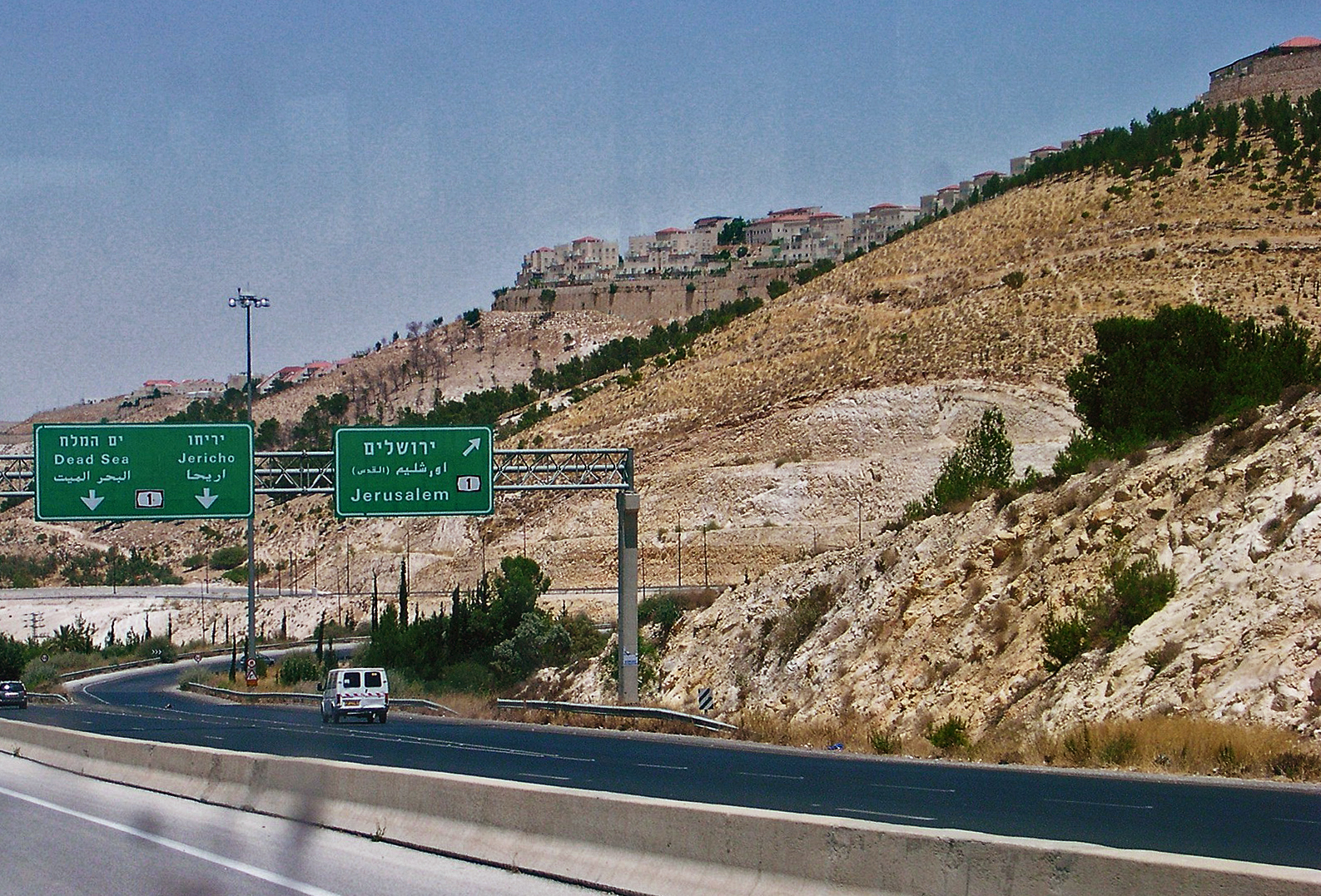
Colonie juive près de Jérusalem.

La première Intifada se caractérise également par des violences contre les civils israéliens ainsi que des affrontements violents de l'armée contre des groupes armés palestiniens. Ceux-ci y étaient présents à hauteur de 15 %. Les cibles principales de ses attaques étaient les soldats israéliens, les civils israéliens des colonies israéliennes et les Palestiniens accusés d'être des collaborateurs : « Nous ne faisons pas la différence entre le colon et le soldat : tous deux sont juifs, le colon d'aujourd'hui est le soldat de demain », dit le Hamas, tandis que les appels du CNU[Quoi ?] désignent indistinctement soldats et colons comme cibles des pierres et des cocktails Molotov mais rien n'est dit des civils israéliens qui ne vivent pas dans les territoires occupés[réf. nécessaire].

### Collaborateurs arabes
Des listes nominatives de collaborateurs ainsi que des tracts sont publiés. Ces collaborateurs sont présentés par le Hamas comme des « hommes à l'esprit malade », des « psychologiquement défaitistes » (HMS13[Quoi ?]), des « sous-hommes » ou des « lâches ». Les collaborateurs sont définis par le Commandement unifié de l'Intifada comme « tous ceux qui s'écartent du rang national ». « Dans les Appels, les collaborateurs désignés sont les commerçants qui n'observent pas les appels à la grève ou qui diffusent les produits israéliens concernés par le boycott, les membres des conseils municipaux, villageois ou de camps nommés ou de façon générale tous les non-démissionnaires des services du fisc, de la police, des douanes, etc. et ceux qui diffusent les faux communiqués ou les rumeurs au service des objectifs de l'ennemi. Les partisans de la Jordanie et de la « réaction arabe » seront, à plusieurs reprises, également inclus dans la liste des catégories accusées de collaboration de même que les partisans de Hamas » . Ces collaborateurs seront violemment persécutés voire tués[réf. nécessaire].

### Brigade de choc
Des « groupes de choc », « brigades de choc » et autres « forces de choc » sont apparus après à la création du Commandement unifié, et ce sont les proches du Fatah qui, dans un premier temps, feront appel à leurs services. Ces groupes ont pour mission d'organiser les heurts avec l'armée et les colons, d'imposer les consignes du Commandement ; ils sont également investis du pouvoir de châtier tous ceux qui tentent de « s'éloigner de l'appel de la patrie ». Cette militarisation croissante des groupes de choc ne sera, cependant, pas acceptée de tous, le débat se manifestant dans les réécritures de chaque groupe[réf. nécessaire].

## Naissance du Hamas

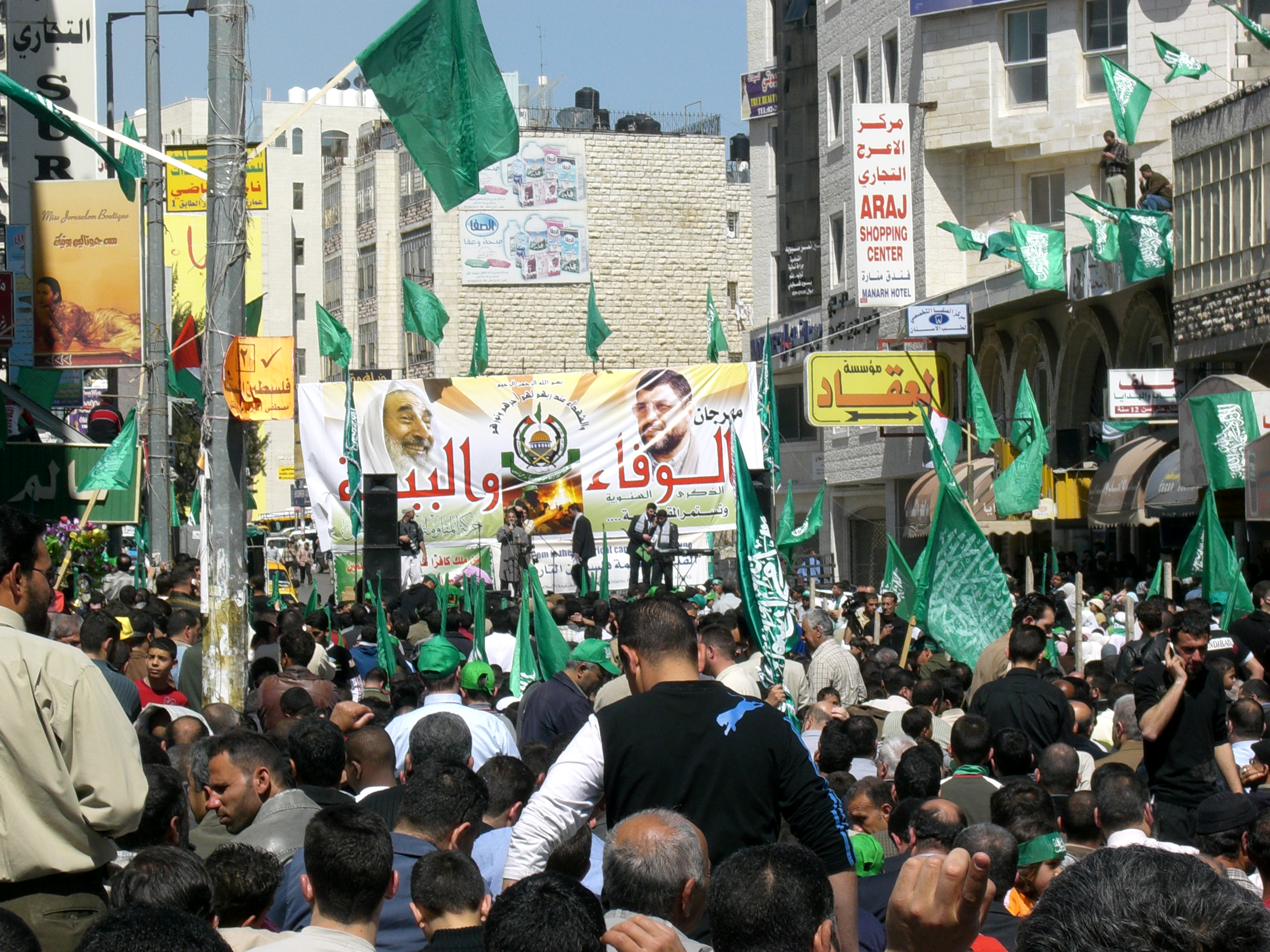
Banderole à l'effigie d'Ahmed Yassine avec la shahada, lors d'un rassemblement pour le Hamas, Ramallah.

Lorsque l'Intifada éclata dans la bande de Gaza, où habitait Ahmed Yassine, ses disciples lui demandèrent de prendre part au mouvement en adoptant une ligne militante à la place de sa politique de prédilection. Ahmed Yassine ne voulait pas participer à des actions armées contre Israël et interdit ce genre d'actions à ses disciples car il était convaincu qu'une confrontation avec Israël serait coûteuse. Quelques semaines après le début du soulèvement, il changea sa vision et fit circuler un tract qui appelait à se joindre au mouvement. Ce tract fut signé par une faction jusqu'alors inconnue qui était le Mouvement de résistance islamique. Avec la création du Commandement unifié de l'Intifada, Yassine vit une manœuvre de l'OLP pour s'assurer le contrôle du soulèvement et prit la décision de créer le Hamas. Il fit d'importants efforts pour protéger le Congrès islamique qu'il avait créé en essayant de faire croire qu'il existait une distinction entre les deux. Le Majed, un réseau de renseignement, fut créé pour traquer les personnes qui collaboraient avec le Shin Beth et les exécuter. Les membres des Frères musulmans rejoignirent le Hamas et l'organisation se fit absorber par celui-ci. Le Hamas se développa d'une manière considérable devenant un acteur important dans la bande de Gaza à partir du deuxième mois de l'Intifada et commença à s'attaquer aux soldats israéliens isolés, à incendier des champs et des boutiques appartenant à des individus israéliens. L'été suivant le Hamas devint présent en Cisjordanie. Les milieux de la Défense israélienne décidèrent d'une intervention radicale qui s'étendrait entre juillet et septembre 1988. Environ 120 membres furent arrêtés dont des hauts responsables comme Jamil al-Tamimi qui était chargé de la liaison avec la Cisjordanie. Ahmed Yassin ne fut pas arrêté à cause de son état physique mais il fut prévenu d'une manière sévère contre tout soutien aux activités terroristes. On envisagea de lui interdire l'accès de Gaza mais l'idée fut écartée car on craignait que la mesure ne rehaussât son prestige. À la suite de cette opération un rapport annonça la fin du mouvement mais celui-ci réussit à se reconstruire quelques semaines plus tard. Les services de sécurité israéliens menèrent une seconde intervention en mai 1989 et cette fois Yassine fut arrêté avec 260 militants du Hamas. Israël était alors conscient que le Hamas serait capable de se reconstruire avec la montée en puissance du soulèvement.

## Arabes israéliens

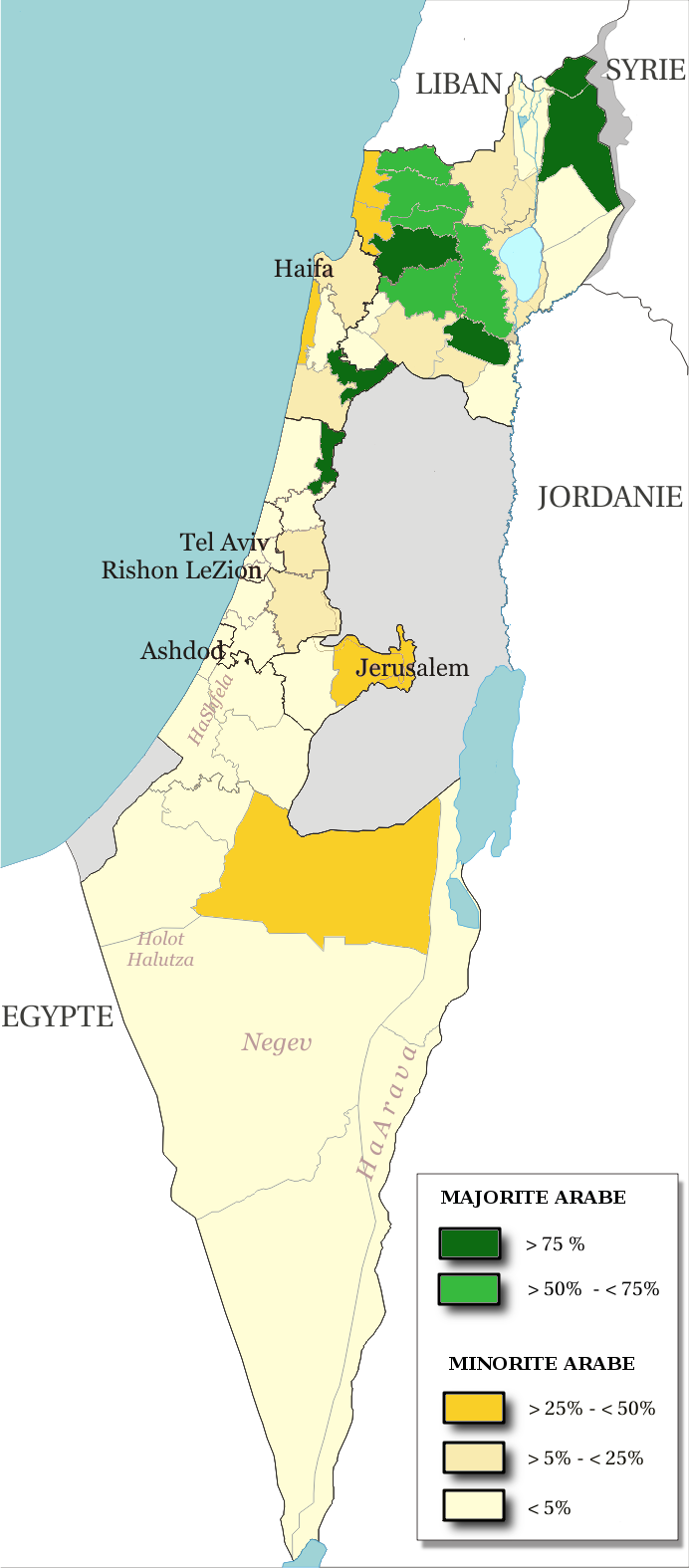
Carte de la population arabe israélienne en 2000, diffusée par le Center Bureau of Statistics (CBS).

La réaction des Palestiniens d'Israël fut inattendue. Ils réagirent au soulèvement plus vite que l'OLP de Tunis. Les Arabes israéliens déclarèrent « Nous faisons partie de l’Intifada, mais plutôt que de recourir à la violence, nous exerçons nos droits au sein du système démocratique israélien ». Les Arabes d'Israël furent touchés par ce qui arrivait aux Palestiniens des territoires occupés. Ils organisèrent des manifestations et des grèves. Ils jugèrent les actions des insurgés palestiniens comme justifiées et certains furent même fiers de leur audace qui permettait de défier et mettre en échec l'armée israélienne. Pour les aider, ils envoyèrent de la nourriture, des médicaments, organisèrent des protestations, collectèrent des fonds pour eux et donnèrent même du sang. Les députés arabes à la Knesset intervinrent en faveur des détenus palestiniens. D'autres apportèrent une aide au soulèvement ; pour la première fois, les actions politiques des Palestiniens d'Israël et des territoires occupés étaient coordonnées. Les Arabes israéliens furent même soutenus plus tard par certaines factions de la gauche israélienne. Lorsque le Commandement unifié de l'Intifada trouva des difficultés pour imprimer les tracts et les manifestes dans les territoires palestiniens occupés, il utilisa d'abord les imprimeries de Nazareth, plus grande ville arabe du pays, puis celles qui se trouvaient dans les villages arabes. Certains mirent leur compte bancaire à la disposition de l'OLP qui put effectuer des virements importants vers les territoires. D'autres offrirent leur téléphone lorsque le Shin Beth décida de couper les lignes internationales pour empêcher les Palestiniens de recevoir des directives venant de l'étranger.
Le soulèvement a permis d'accélérer le processus de la « palestinisation » des arabes israéliens. Il les a amené aussi à changer leur stratégie politique qui consistait à influencer la politique israélienne de l'intérieur en pénétrant les institutions sionistes. Deux membres de la Knesset appartenant à deux partis sionistes démissionnent de leur poste. Abdel Wahab Darawshe quitte le Parti travailliste pour créer le Parti arabe démocratique et Mohammed Watad (en) quitte le Mapam pour rejoindre le Front démocratique pour la paix. La stratégie de vote de cette communauté change aussi. Les électeurs arabes votaient d'habitude pour les partis sionistes au pouvoir mais au début des années 1980 la donne change et ils commencent à voter au profit des partis non sionistes avec une légère orientation nationaliste palestinienne comme le Rakah et la liste progressiste pour la paix. En 1981, deux tiers des Arabes votent pour les partis sionistes alors qu'en 1988, les électeurs arabes votent massivement avec un taux de participation avoisinant 73 % et deux tiers d’entre eux se prononcent en faveur des partis non sionistes. L'Intifada joua un rôle décisif dans cette orientation politique avec aussi l'émergence d'une nouvelle classe de jeunes diplômés plus cultivés qui a une forte conscience politique éprouvant une profonde sympathie à l'égard de l'Intifada.

## La crainte jordanienne

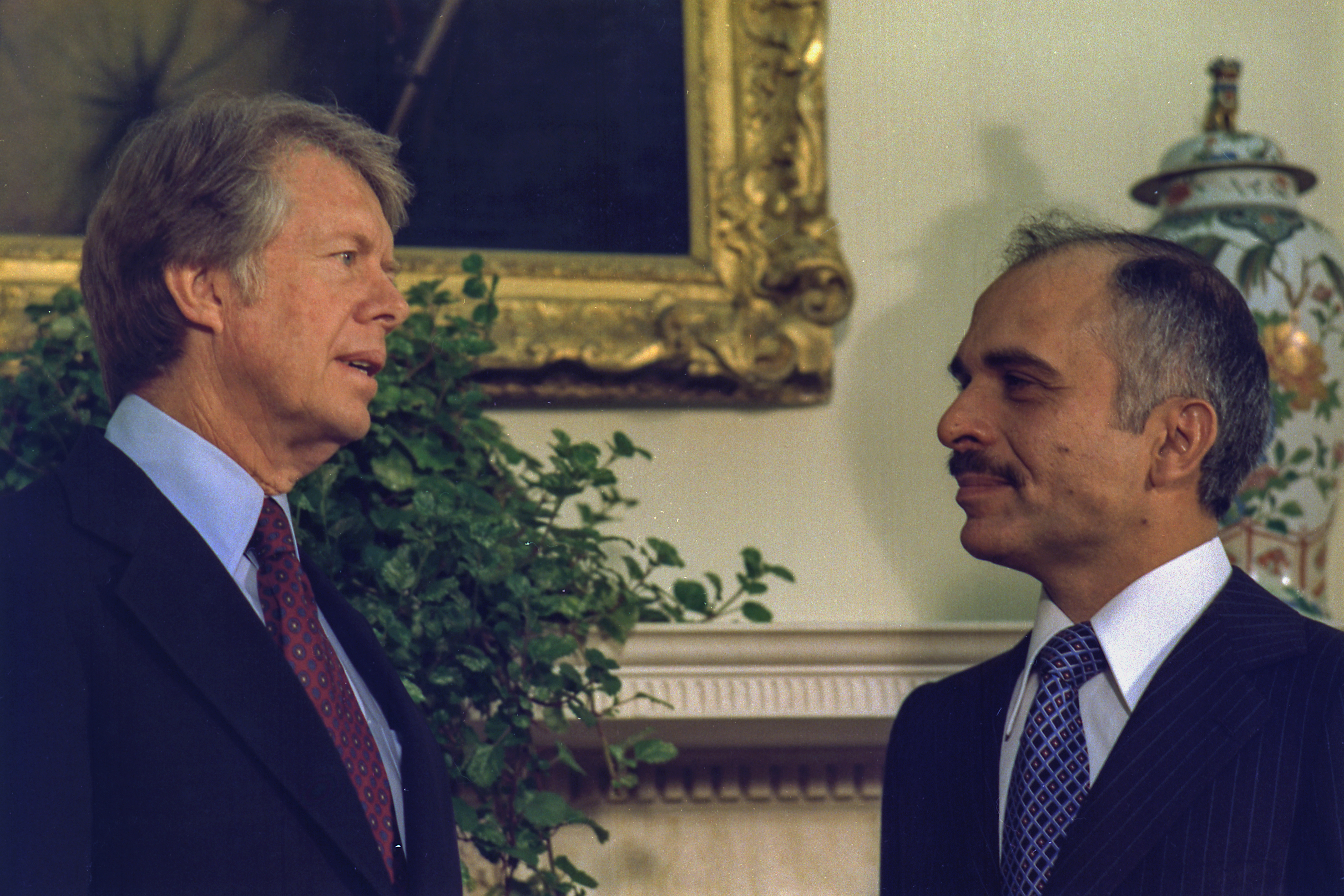
Jimmy Carter et le roi Hussein II de Jordanie, le 25 avril 1977 à la Maison-Blanche.

Le roi Hussein de Jordanie et ses conseillers étaient persuadés que les Israéliens refusaient délibérément de prendre les mesures nécessaires afin d'écraser l'Intifada. Ils refusaient de croire qu'Israël éprouvait des difficultés et craignaient qu'Israël ne laissa l'Intifada prendre de grandes proportions afin de recourir à une politique de déportation massive. Les Jordaniens craignaient également que la rébellion s'étende au million de Palestiniens qui vivaient sur la rive est du Jourdain. Ainsi, la Jordanie craignait la déstabilisation du pouvoir surtout après la déclaration d'Ariel Sharon qui disait que seule la Jordanie était le foyer national des Palestiniens. Hussein se tourna vers l'Irak pour demander son aide militaire. L'Irak proposa de faire stationner des troupes en Jordanie. Hussein exprimait également sa solidarité avec le mouvement mais ses services de sécurité interdisaient les manifestations, confisquaient les tracts en provenance de Cisjordanie et incarcéraient certains Palestiniens à titre préventif.

## Conséquences
L’Intifada eut des conséquences différentes pour les Palestiniens et les Israéliens. Le mouvement fit subir des pertes économiques importantes à Israël. L'Intifada permit l'union de toutes les couches sociales et consolida l'entité nationale palestinienne. La direction de l'OLP exploita le succès de l'Intifada et publia la déclaration d'indépendance de l'État palestinien en novembre 1988. Le document est une tentative pour préciser les objectifs de l'Intifada, certains d'entre eux n'étaient pas forcément au centre des actions politiques de l'Intifada. Le texte fut suivi de déclarations publiques de l'OLP sur la fin de la lutte armée et la reconnaissance d'Israël. L'Intifada permit la réapparition du problème palestinien et sa mise à l'ordre du jour aux Nations unies en tant que problème devant être résolu ce qui a conduit les Israéliens et les Palestiniens aux accords d'Oslo signés en 1993 qui ont mis fin à la première Intifada. D'après l'organisation de défense des droits de l'Homme B'Tselem, 1 162 Palestiniens (dont 241 mineurs) et 277 Israéliens (dont 19 mineurs) ont connu la mort.

## Dans les arts
La chanson Tout le monde y pense de Francis Cabrel, sortie sur l'album Sarbacane (1989), fait référence à l'Intifada.